# Тим Визе
Тим Визе (Бергиш Гладбах, 17. децембар 1981) бивши је немачки фудбалер. Након фудбалске каријере бавио се и професионалним рвањем.
На репрезентативном плану, освојио је бронзану медаљу на Светском првенству 2010. и играо у полуфиналу на Европском првенству 2012. са Немачком.